# Czech International 2003
Die 32. Czech International 2003 im Badminton fanden vom 3. bis zum 5. Oktober 2003 in Hradec Králové statt.

## Sieger und Platzierte
| Disziplin    | Gold                         | Silber                               | Bronze                            |
| ------------ | ---------------------------- | ------------------------------------ | --------------------------------- |
| Herreneinzel | Michael Christensen          | Antti Viitikko                       | Shoji Sato                        |
| Herreneinzel | Michael Christensen          | Antti Viitikko                       | Kasperi Salo                      |
| Dameneinzel  | Petya Nedelcheva             | Mette Pedersen                       | Tine Høy                          |
| Dameneinzel  | Petya Nedelcheva             | Mette Pedersen                       | Charmaine Reid                    |
| Herrendoppel | Manuel Dubrulle Mihail Popov | Thomas Røjkjær Jensen Tommy Sørensen | Konstantin Dobrev Georgi Petrov   |
| Herrendoppel | Manuel Dubrulle Mihail Popov | Thomas Røjkjær Jensen Tommy Sørensen | Wouter Claes Frédéric Mawet       |
| Damendoppel  | Petya Nedelcheva Neli Boteva | Alexandra Olariu Florentina Petre    | Helen Nichol Charmaine Reid       |
| Damendoppel  | Petya Nedelcheva Neli Boteva | Alexandra Olariu Florentina Petre    | Judith Baumeyer Fabienne Baumeyer |
| Mixed        | Mike Beres Jody Patrick      | Andrei Konakh Olga Konon             | Martin Herout Eva Brožová         |
| Mixed        | Mike Beres Jody Patrick      | Andrei Konakh Olga Konon             | Wouter Claes Nathalie Descamps    |